# غياث الدين النقاش
مولانا غياث الدين النقاش (بالفارسية: غیاث الدین نقاش) (ازدهر 1419–1422) كان مبعوثًا من الحاكم التيموري لبلاد فارس وما وراء النهر، ميرزا شاروخ (حكم من 1404 – 1447)، إلى بلاط إمبراطور الصين يونغلي (حكم 1402 – 1424) سيد أسرة مينغ الصينية، وقد عُرف بسرده لأحداث مهمة في كتب سفارته. وقد نُسِخ اسمه أيضًا في الأعمال الإنجليزية بأسماء كـ حياة الدين نقاش،  غياس الدين نقاش، غياث الدين نقاش، أو غياث الدين النقاش. 
كان غياث الدين النقاش كاتب اليوميات الرسمي للسفارة الكبيرة التي أرسلها ميرزا شاه روخ، والتي كانت عاصمتها هرات، إلى بلاط الإمبراطور الصيني يونغلي في عام 1419. وفقًا لفاسيلي بارتولد، فقد كان نقاشًا، كما يشير لقب نسبته "النقاش". 
لا يُعرف عن غياث الدين النقاش إلا ما رواه في مذكراته. اقترحت روزماري كويرينغ-زوش في عام 1980 أنه ربما كان هو نفس الشخصية: (مولانا غياث الدين سمناني) المعروف من مصادر أخرى، لكن المؤلفين اللاحقين اعتبروا هذا الاقتراح غير مثبت بأي دليل، وبالتالي لا يمكن الجزم به.

## سفارة شاه روخ إلى الصين
غادرت السفارة، التي ضمت مبعوثين من شاه روخ نفسه (شادي خواجة وكوكتشا) ومن ابنه بايسونغور (السلطان أحمد وغياث الدين النقاش)، عاصمة شاه روخ هرات في 24 تشرين الثاني 1419 (وقد وردَت في الكتاب بأنها 6 ذو القعدة 822 هـ). ومن هرات ذهب المبعوثون عبر بلخ إلى سمرقند. وكانوا يتوقعون أن يلتقوا هناك بمجموعة أخرى من المبعوثين، الذين أرسلهم نائب الملك شاه روخ في بلاد ما وراء النهر، ألغ بيك. ولكن اتضح أن وفد ألغ بيك كان قد غادر بالفعل، وكان على وفد شاه روخ أن يسافر بشكل منفصل. غادروا سمرقند إلى الصين في 25 شباط 1420، برفقة المبعوثين الصينيين العائدين إلى ديارهم.
سافر المبعوثون على طول الفرع الشمالي لطريق الحرير، عبر طشقند وسيرم [الإنجليزية] . يشير حساب نقاش إلى وجود مجتمعات غير مسلمة كبيرة في كل من توربان وقومول، سواءً تلك التي عبدت الصليب أو تلك التي تعبد غوتاما بوذا.
دخلت السفارة الصين عند الطرف الغربي من سور الصين العظيم في جيايوقوان في 29 آب 1420.  امتثالاً لقواعد الهجرة في الصين، تم إحصاء المسافرين في سوتشو ، أول مدينة بعد جيايوقوان (حوالي 45 ألف مسافر). كم بعد عبور سور الصين العظيم). وكما كان الحال عادة مع سفارات آسيا الوسطى لدى الصين، فقد انضم عدد كبير من التجار إلى مبعوثي الأمراء، وبلغ الحجم الإجمالي للوفد المسافر نحو 500 رجل.
ومن سوتشو، نُقلَت السفارة إلى بكين عن طريق خدمة البريد السريع الصينية (ييتشوان)، عبر 99 محطة بريد سريع على طول الطريق الذي يبلغ طوله 2900 كيلومتر. سافرت السفارة عبر قانتشو، ولانزهو (حيث أعجبوا بالجسر العائم الذي عبروا من خلاله النهر الأصفر)، وشيآن (على الرغم من أن [الجزء المتبقي من] المذكرات لا يغطي هذه المدينة)، وعبور آخر للنهر الأصفر عند ممر تونغ [الإنجليزية] (18 تشرين الثاني)، وعاصمة شمال تشيلي [الإنجليزية] تشندينغ [الإنجليزية] (3 كانون الأول)، ووصلت إلى بكين في 14 كانون الأول.
أمضى الفُرس خمسة أشهر في بلاط الإمبراطور يونغلي. وفقًا لكتابات غياث الدين النقاش، كان المسؤول الرئيس عنهم في بلاط إمبراطور يونغلي هو مولانا حاجي يوسف قاضي، الذي شغل منصبًا مهمًا في حكومة الإمبراطور، وكان يعرف اللغات العربية والمنغولية والفارسية والصينية.
تحتوي مذكرات النقاش على وصف تفصيلي لمراسم المحكمة (وخاصة، جمهور الصباح الباكر)، والمآدب الممزوجة بالعروض الموسيقية والفنية (وقد كان معجبًا بشكل خاص بالبهلوانات الصينية [الإنجليزية])، وإدارة العدالة (لقد شهد طريقة الموت بألف جرح).
وفي 18 أيار 1421، غادر المبعوثون بكين في طريقهم إلى وطنهم. وبسبب التأخير الذي طال عدة أشهر في قانتشو وشياوتشو بسبب الغارات المغولية، لم يتمكنوا من مغادرة الصين إلا عبر نقطة تفتيش جيايوقوان نفسها في 13 كانون الثاني 1422. وقد تحققت سلطات الحدود من أسماء جميع أعضاء الحزب من خلال السجل الذي سجل دخولهم الأصلي إلى البلاد، وبمجرد تطابق كل شيء، سُمح لهم بالمغادرة.
عاد مبعوثو هرات إلى بلدتهم في 29 آب 1422 (11 رمضان 825 هـ).
كتب غياث الدين النقاش في مذكرات يومية عن رحلاته في جميع أنحاء الصين، حيث كتب عن الاقتصاد الصيني الغني والأسواق الحضرية الضخمة، ونظام البريد السريع الفعال مقارنة بالنظام الإسلامي خاصةً في بلاد فارس، وكرم ضيافة مضيفيه في محطات البريد السريع من خلال توفير الإقامة المريحة والطعام، والسلع الفاخرة والحرف اليدوية الصينية.

## نقل ونشر مذكرات غياث الدين

### النسخ الفارسية
يُعد وصف غياث الدين للبعثة التيمورية إلى بكين أحد أهم الأعمال الإسلامية وأكثرها شعبية حول الصين، ويزود المؤرخين المعاصرين بمعلومات مهمة عن النقل والعلاقات الخارجية في الصين في أوائل عهد أسرة مينج. لم يصلنا حتى يومنا هذا النص الأصلي لمذكرات غياث الدين. ومع ذلك، بعد فترة وجيزة من كتابتها، فإن مذكراته (أو مقتطفات كبيرة منها) أصبحَت مدمجة في العديد من النصوص التي نُسخَت على نطاق واسع في جميع أنحاء الأجزاء الناطقة بالإيرانية والتركية في الشرق الأوسط، حيث استفاد منها الفُرس والترك في تطوير الأنظمة السياسية والاقتصادية في دولهم.
أقدم عمل معروف يحتوي على رواية غياث الدين هو التاريخ الفارسي الذي نُسخ اسمه بشكل مختلف بالاسم الفارسي (زبده الطواريخ بايسونوري) وقد جمعه مؤرخ بلاط شاروخان حافظ أبرو (المُتوفى عام 1430).
إن النسخة الأكثر تداولًا من مذكراته لقراء اللغة الفارسية، كانت نسخة أخرى لاحقة من تقرير غياث الدين، الموجودة في العمل المسمى مطلع السعدين ومجمع البحرين، الذي جمعه عبد الرزاق السمرقندي، الذي، مِثْل غياث الدين، سافر أيضًا إلى الخارج برتبة مبعوث لشاروخ (ولكن في حالته، إلى الهند).

### الترجمات التركية
وبحلول أواخر القرن الخامس عشر، ظهرت أيضًا ترجمات تركية لرواية غياث الدين. وقد نجت إحدى هذه الترجمات، والتي تحمل عنوانًا مضللًا إلى حد ما  وهو ( تاريخ كاتاي)، وحتى يومنا هذا فهذه النسخة محفوظة في مكتبة جامعة كامبريدج. وهي نسخة من الترجمة التي تمت في سنة 900 هـ (1494/1495 م) في أردستان على يد الحاج بن محمد، لوالي المدينة الناطق بالتركية والذي لا يتكلم الفارسية. تعتبر هذه الوثيقة فريدة من نوعها بالنسبة للباحثين المعاصرين لأنها الترجمة التركية الوحيدة المعروفة لعمل غياث الدين والتي أُعدّت خارج الإمبراطورية العثمانية. وفقًا للغويين المعاصرين، يمكن وصف المصطلح الذي استخدمه المترجم، والذي تسميه إلديكو بيلير هان بالوصف التركي: (Türk ʿAcämī)، بأنه السلف التاريخي لما يسمى اليوم باللغة التركية الأذربيجانية، لذلك فاللغة المستخدمة ليست التركية الغزية (سلف اللغة التركية اليوم) بل التركية الأذربيجانية البدائية (سلف اللغة الأذربيجانية اليوم).
طوال القرنين السادس عشر والثامن عشر، دُمجَت أعمال غياث الدين في العديد من الأعمال التجميعية التركية المنشورة في الإمبراطورية العثمانية. ومن الجدير بالذكر أنها كانت بمثابة أحد المصادر الرئيسة الثلاثة للمعلومات عن الصين في كتاب جيهان نوما لحاجي خليفة، إلى جانب كتاب الخاتاينامة (رواية لاحقة (1516) للتاجر علي أكبر الخطائي) وللمصادر الأوروبية التي اعتمدَت على العمل لفهم طبيعة الصين.

### الترجمات الغربية
نُشرت ترجمة إنجليزية لنص حافظ أبرو بقلم كيشوري موهان ميترا، إلى جانب النص الفارسي الأصلي، في لاهور عام 1934 تحت عنوان "سفارة فارسية إلى الصين: مقتطف من زبدة التواريخ لحافظ أبرو". في أواخر الستينيات، أدرك لوثر كارنغتون جودرش [الإنجليزية] من جامعة كولومبيا أن ترجمة كيه إم مايترا كانت خارجة من الطباعة، وغير قابلة للحصول عليها عمليًا، نتيجة لنزوح مايترا بسبب تقسيم الهند عام 1947. ولكي يتمكن من "إنقاذ" هذا العمل من النسيان، فقد أرسل إليه ميكروفيلم نسخة الكتاب الموجودة في المتحف البريطاني، وأعاد طباعتها في نيويورك عام 1970 بمقدمة من كتابه.
نشر ويلر ثكستون [الإنجليزية] ترجمته الإنجليزية لرواية النقاش في عام 1989. كانت هذه طبعة نقدية، استخدمت عدة إصدارات معروفة من القصة.
كما قد تم نشر نسخة منقحة من الترجمة الأذربيجانية البدائية لحاجي بن محمد (عنوانها: Türk ʿAcämī) إلى الكتابة اللاتينية، وترجمة إنجليزية، في عام 2005 في الولايات المتحدة على يد Ildikó Bellér-Hann. 
نُشرت ترجمة روسية لمذكرات غياث الدين النقاش (حسب نسخة حافظ أبرو) في كازاخستان عام 2009.

## طالع أيضًا
- تشين تشانغ منغ [الإنجليزية]، مبعوث إمبراطور يونغلي إلى بلاط شاه روخ
- ما هوان وفي شين [الإنجليزية]، مؤرخان لأسطول تشنغ خه الصيني الذي وصل إلى هرمز في بلاد فارس في نفس الفترة الزمنية
- بينتو دي غويس [الإنجليزية]، يسوعي برتغالي سافر مع القوافل على طول طريق مماثل بعد 180 عامًا

## ملحوظات
1. 1 2  Bellér-Hann 1995، صفحة 1
2. ↑  Rossabi، Morris (1993)، "The "decline" of the central Asian caravan trade"، في Tracy، James D. (المحرر)، The Rise of merchant empires: long-distance trade in the early modern world, 1350-1750، Volume 1 of Studies in comparative early modern history، Cambridge University Press، ISBN:9780521457354، مؤرشف من الأصل في 2022-06-20
3. ↑  Chan، Hok-lam (1978)، "Chapter 4, The Chien-wen, Yong-lo, Hung-hsi, and Hsüan-te reigns"، في Twitchett، Denis Crispin؛ Fairbank، John King (المحررون)، The Cambridge History of China، Cambridge University Press، ج. 8, "The Ming Dynasty: 1368-1644", Part 2، ص. 261، ISBN:0-521-24333-5
4. 1 2 3 4  Brook، Timothy (1998)، The Confusions of Pleasure: Commerce and Culture in Ming China، University of California Press، ص. 34–38، ISBN:0-520-21091-3، مؤرشف من الأصل في 2022-06-20
5. ↑  Brook، Timothy (1978)، "Chapter 10, Communications and commerce"، في Twitchett، Denis Crispin؛ Fairbank، John King (المحررون)، The Cambridge History of China، Cambridge University Press، ج. 8, "The Ming Dynasty: 1368-1644", Part 2، ص. 583–584، ISBN:0-521-24333-5
6. ↑  Soucek 2001
7. 1 2  Naqqash 1989
8. ↑  Morris Rossabi (28 نوفمبر 2014). From Yuan to Modern China and Mongolia: The Writings of Morris Rossabi. BRILL. ص. 133–134. ISBN:978-90-04-28529-3. مؤرشف من الأصل في 2022-06-20.
9. ↑  Rossabi، Morris (1976). "Two Ming Envoys to Inner Asia". T'oung Pao. ج. 62 ع. 1/3: 1–34. ISSN:0082-5433. مؤرشف من الأصل في 2022-06-20.
10. 1 2  Bartold، Vasilij Vladimirovič (1956)، Four studies on the history of Central Asia, Volume 1 Volume 21 of Russian Translation Project Series of the American council of learned societies، Brill Archive، مؤرشف من الأصل في 2022-06-20
11. 1 2  Bellér-Hann 1995، صفحة 5
12. ↑  Abru 1970، صفحة 6
13. ↑  Bellér-Hann 1995، صفحة 157
14. ↑  Bellér-Hann 1995، صفحة 159. The ca. 1497 Türkic translation specifically mentions "the cross", while the earlier Persian versions (at Hafiz-i Abru and Razzaq) only mention "idols".
15. ↑  Bellér-Hann 1995، صفحة 160
16. ↑  Bellér-Hann 1995، صفحة 171
17. ↑  Thackston, Wheeler McIntosh (2001). Album Prefaces and Other Documents on the History of Calligraphers and Painters (بالإنجليزية). BRILL. ISBN:978-90-04-11961-1.
18. ↑  Bellér-Hann 1995، صفحات 169–175
19. ↑  Bellér-Hann 1995، صفحات 175–176
20. ↑  Hecker، Felicia J. (1993). "A Fifteenth-Century Chinese Diplomat in Herat". Journal of the Royal Asiatic Society. ج. 3 ع. 1: 85–98. ISSN:1356-1863. مؤرشف من الأصل في 2022-06-20.
21. 1 2 3 4  Brook، Timothy (1998)، The Confusions of Pleasure: Commerce and Culture in Ming China، University of California Press، ص. 34–38، ISBN:0-520-21091-3، مؤرشف من الأصل في 2022-06-20Brook, Timothy (1998), The Confusions of Pleasure: Commerce and Culture in Ming China, University of California Press, pp. 34–38, ISBN 0-520-21091-3
22. ↑  Abru 1970، صفحة 5
23. ↑  Bartold، Vasilij Vladimirovič (1956)، Four studies on the history of Central Asia, Volume 1 Volume 21 of Russian Translation Project Series of the American council of learned societies، Brill Archive، مؤرشف من الأصل في 2022-06-20Bartold, Vasilij Vladimirovič (1956), Four studies on the history of Central Asia, Volume 1 Volume 21 of Russian Translation Project Series of the American council of learned societies, Brill Archive
24. ↑  Bellér-Hann 1995، صفحات 3,10,20
25. ↑  Maria Eva Subtelny and Charles Melville, "Ḥāfeẓ-e Abru". الموسوعة الإيرانية (بالإنجليزية).
26. ↑  Bellér-Hann 1995، صفحات 11
27. ↑  Bellér-Hann 1995، صفحة 4
28. 1 2  Bellér-Hann 1995، صفحة 3
29. 1 2  Bellér-Hann 1995، صفحات 16–20
30. ↑  Ghanī، Sīrūs؛ Ghani، Cyrus (1987)، Iran and the West: a critical bibliography، Taylor & Francis، ص. 162، ISBN:0-7103-0243-6، مؤرشف من الأصل في 2022-06-20
31. ↑  Abru 1970، صفحة iv
32. ↑  Bellér-Hann 1995
33. ↑  Сборник «Материалы по истории Казахстана и Центральной Азии». Выпуск I. Составитель и ответственный редактор Ж. М. Тулибаева. نسخة محفوظة 2010-06-14 على موقع واي باك مشين. (Materials for the history of Kazakhstan and Central Asia, issue no. 1. Ed. Zh. M. Tulibayeva.) باللغة الروسية